# 耿直
耿直（1375年—？），字彥正，山東濟南府章丘縣人，民籍，明朝政治人物。進士出身。

## 生平
縣學生，山東鄉試第八名。建文二年（1400年）庚辰科會試第三十七名，殿試登進士三甲，官至推官。

## 家族
曾祖父耿泰和、祖父耿仲文，父亲耿伯成。